# Anna Brasi
Anna Brasi, née le 31 août 1947 à Catanzaro, est une scénariste et réalisatrice de cinéma italienne.

## Filmographie
- 1988: Angela come te
- 1995: La Dame du jeu (La signora del gioco)
- 2000: Incontri di primavera